# Lexi Alexander

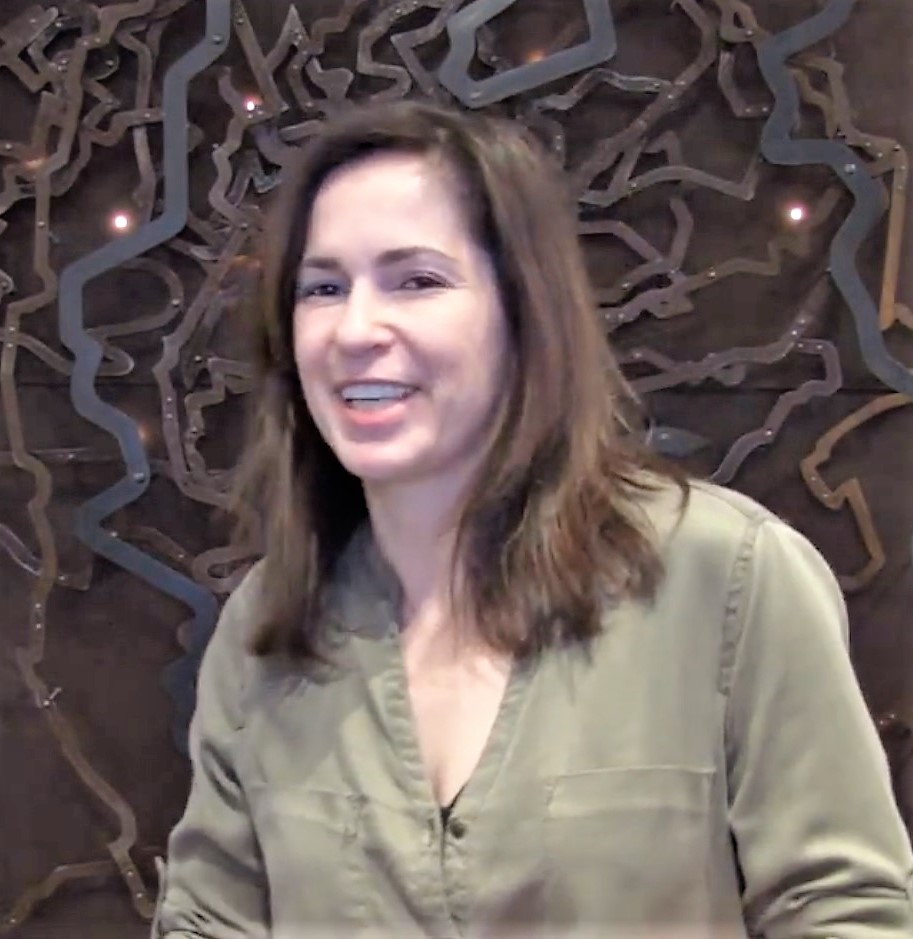
Lexi Alexander, 2015

Lexi Alexander (* 23. August 1974 als Alexandra Mirai in Mannheim) ist eine deutsch-palästinensische Filmregisseurin.

## Leben
Alexander wurde 1974 als Tochter einer deutschen Mutter und eines palästinensischen Vaters in Mannheim geboren. In den 1990er Jahren entschloss sie sich, Deutschland zu verlassen und in die USA zu gehen, wo sie zunächst als Stuntfrau arbeitete. Sie absolvierte ein Schauspiel- und Regiestudium an der Piero Dusa Conservatory und der UCLA. Im Jahr 2002 entstand der Kurzfilm Johnny Flynton, der 2003 für einen Oscar in der Kategorie „Bester Kurzfilm“ nominiert wurde.
Das Thema ihres ersten Langfilms Hooligans entstammt ihrer Kindheit. Ihr Bruder hatte sie zu Fußballspielen des SV Waldhof mitgenommen, wo sie viel über die Fußball-Fanszene lernte. Ihr Bruder war ein gewaltbereiter Fan dieses Teams und auch in einer Hooligangruppe organisiert. Inspiriert von diesen Erlebnissen arbeitete sie zusammen mit dem früheren Hooligan Dougie Brimson am Drehbuch des Films Hooligans mit Elijah Wood, den sie auch selbst inszenierte.
Ende 2008 führte Alexander Regie bei der Comicverfilmung Punisher: War Zone mit Ray Stevenson als Punisher. Alexander selbst beschrieb die Entstehungsgeschichte eingehend in einer Folge des Podcasts How Did This Get Made im Jahr 2011. Laut eigener Aussage befand sie sich über zwei Jahre auf der Suche nach einem passenden Drehbuch für ihren Hollywood Debüt-Film und fühlte sich schlussendlich durch ihre Agenten zur Übernahme der Regie der dritten Punisher-Verfilmung gedrängt. Diese überredeten sie mit dem Hinweis darauf, dass es außer Kathryn Bigelow keine erfolgreichen weiblichen Regisseure von Action-Filmen gäbe und sie den Weg für weitere junge Regisseurinnen ebnen könnte. Im gleichen Jahr wurde ihr Film Lifted veröffentlicht.
Seit Punisher: War Zone dreht sie einzelne Folgen verschiedener Fernsehserien. 

## Filmografie (Auswahl)
- 2002: Fool Proof
- 2002: Johnny Flynton
- 2005: Hooligans (Green Street Hooligans)
- 2008: Punisher: War Zone
- 2010: Lifted
- 2012: BlackBoxTV (Fernsehserie, Folge 3x11)
- 2015: Arrow (Fernsehserie, Folge 4x04)
- 2016: Supergirl (Fernsehserie, Folge 1x14)
- 2016: Limitless (Fernsehserie, Folge 1x19)
- 2016: American Gothic (Fernsehserie, Folge 1x08)
- 2017: Taken: Die Zeit ist dein Feind (Fernsehserie, Folge 1x06)
- 2017: How to Get Away with Murder (Fernsehserie, Folge 4x05)
- 2018: S.W.A.T. (Fernsehserie, Folge 2x09)
- 2019: L.A.’s Finest (Fernsehserie, Folge 1x11)

## Auszeichnungen
- 2003: Oscar-Nominierung, Bester Kurzfilm, für Johnny Flynton
- 2005: Best of the Fest, Malibu Film Festival, für Hooligans
- 2005: Bester Spielfilm, LA Femme Film Festival, für Hooligans
- 2005: Spezialpreis der Jury, SXSW Film Festival, für Hooligans